# Museo del Metro de la Ciudad de México
El Museo del Metro de la Ciudad de México se encuentra ubicado en la estación Mixcoac de la línea 12 del metro de esa ciudad. Inaugurado en 2016, muestra objetos y fotografías de distintas etapas de la historia desde la inauguración del metro en 1969, así como piezas arqueológicas halladas en la construcción del mismo y obras artísticas. Cuenta con 7 salas en las que se exhiben: planos originales de las estaciones, fotografías de su construcción, piezas arqueológicas, la historia de su iconografía, boletos, y una colección de arte.

## Historia

### Historia
Fue creado con el objetivo de crear un espacio para la difusión y resguardo de la historia del medio de transporte urbano más importante de nuestro país, reconociendo la necesidad de una movilidad digna, a través de la difusión del arte y la cultura. 

El proyecto estuvo a cargo de Cultura Metro; la planeación y proyección museográfica fue dirigida por Vannesa Bohórquez López; su construcción duró un año. Tan sólo en su primer mes de funcionamiento alcanzó una afluencia de 22, 318 visitantes y en su primer año recibió 1,152, 199 visitantes. 

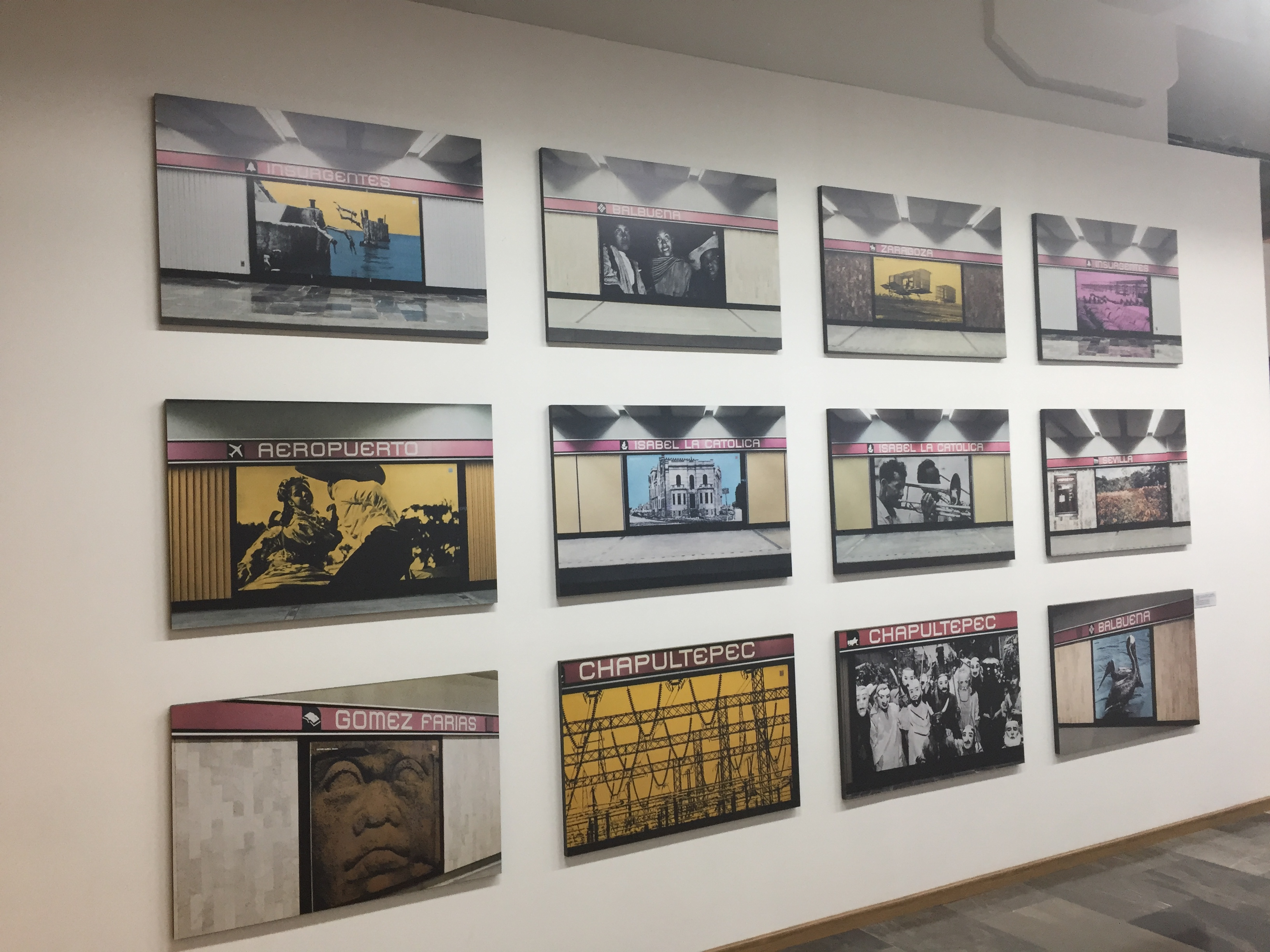
Fotografías de la primera exposición artística dentro de las instalaciones del Metro de la Ciudad de México "Imagen México" del diseñador Eduardo Terrazas, Museo del Metro, Ciudad de México

## Salas
El Museo cuenta con 7 salas de las cuales 4 son permanentes y 3 temporales. En las salas permanentes se narra la historia de la planeación, construcción e inauguración del STC Metro, en un período que comprende de 1967 a la fecha. Las dos salas dedicadas a las exhibiciones temporales tienen como objetivo albergar colecciones de arte ofreciendo experiencias estéticas a los visitantes.

### Exposiciones permanentes

#### Sala 1.  “La otra ciudad”
Presenta una colección de planos inéditos que ilustran el proceso de planeación y construcción de algunas estaciones de la Línea1 y 2.

#### Sala 2.  “Historia de una travesía”
Los visitantes pueden admirar una selección de fotografías y objetos provenientes de diversas colecciones, que dan cuenta de las obras de construcción, de la inauguración y de la vida cotidiana del Metro en sus primeros años de funcionamiento.

#### Sala 6. “El metro más feliz del mundo”
La exposición es un recorrido por el proceso creativo de Lance Wyman que dio como resultado los logotipos, tipografía y señalización de las estaciones del Metro, mismas que hoy en día forman parte de la identidad de nuestra ciudad.

#### Sala 7. “El Metro sus boletos y la historia”
La historia del Metro se materializa a través de la colección de sus boletos desde 1969 hasta la fecha, y de sus tarjetas de acceso.

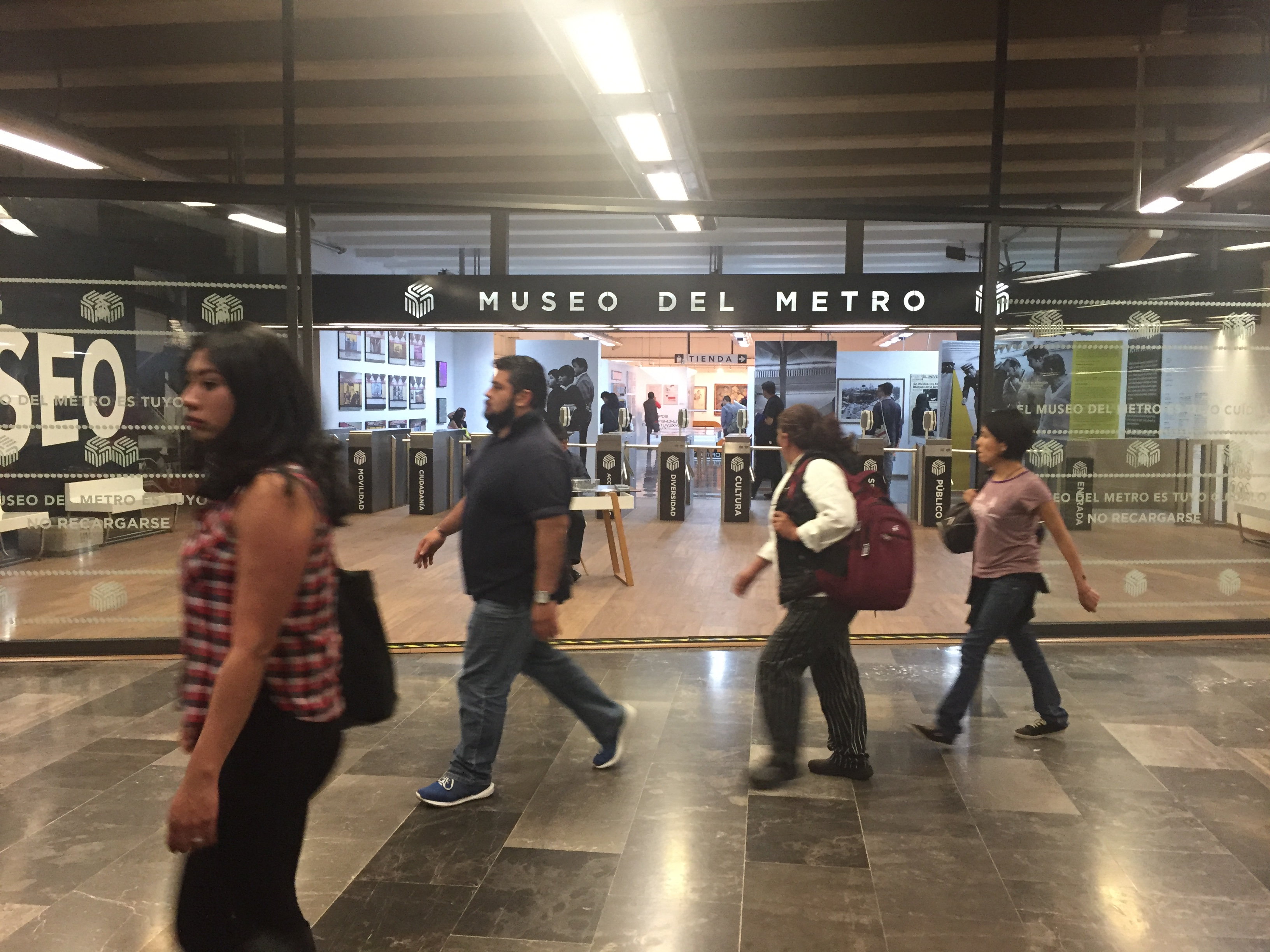
Entrada al Museo del Metro de la Ciudad de México en la estación Mixcoac.

### Exposiciones temporales

#### Sala 3. “La cultura va por delante”
El STC en colaboración con la Fundación Cultural Pascual, presentan un recorrido por la historia del arte de la segunda mitad del siglo XX en México, a través de las obras de algunos de los más destacados representantes del arte de nuestro país. Los visitantes podrán encontrar obras de: Raúl Anguiano, Alfredo Zalce, Leonora Carrington, José Luis Cuevas, Manuel Felguérez, Vicente Rojo, Vlady, Francisco Moreno Capdevila Archivado el 22 de diciembre de 2017 en Wayback Machine., Rufino Tamayo, Francisco Toledo, entre otros.

#### Sala 4. “Objetos Cotidianos”
Exhibición realizada en colaboración con el Instituto Nacional de Antropología e Historia a través de la Dirección de Salvamento Arqueológico.  La muestra, presenta las piezas arqueológicas recuperadas desde las primeras etapas de excavación del STC. Las piezas son procedentes de distintas partes de la ciudad, sirven como testigos  de sus transformaciones, desde cambios culturales hasta diferencias sociales, pero con un común denominador: todos fueron recuperados de excavaciones arqueológicas que se han llevado a cabo con motivo de la construcción de las 12 Líneas del Metro.

#### Sala 5. “Imagen México”
La exhibición es una selección de la vanguardista propuesta artística del arquitecto Eduardo Terrazas, realizada para la inauguración del STC Metro en 1969. “Imagen México” fue la primera exposición multimedia que reunió los múltiples retratos de nuestro país, la intervención fue presentada a lo largo de las estaciones de la Línea 1, siendo su punto de partida la Glorieta de los Insurgentes.

## Actividades
El Museo del Metro es sede de diversas actividades gratuitas, dirigidas a público de todas las edades, estas van desde talleres, conferencias, presentaciones de libros, conciertos, teatro, danza entre otras. Recientemente fue la sede del primer Editatón Metrowiki.

### Visitas guiadas
El Museo ofrece visitas guiadas caracterizadas y especializadas, dirigidas a todo público interesado en conocer a profundidad la historia, así como datos curiosos sobre el Metro.

### Noche de Museos
El Museo del Metro forma parte del circuito de “Noche de Museos CDMX” de la Secretaría de Cultura de la Ciudad de México, por lo que el último miércoles de cada mes los visitantes pueden encontrar actividades preparadas especialmente para la ocasión, así como un horario extendido hasta las 10 p. m..    